# 定襄郡
定襄郡，中國古郡名。
西漢初年分雲中郡置，治所在成樂縣。漢成帝綏和元年（前8年），定襄郡領十二縣：成樂縣、桐過縣、都武縣、武進縣、襄陰縣、武皋縣、駱縣、定陶縣、武城縣、武要縣、定襄縣、復陸縣。其地大致相當於今内蒙古自治区清水河縣、和林格爾縣、卓資縣一帶。
元始二年（2年），全郡有38559戶，163144人。王莽改定襄郡為得降。兩漢之際定襄為盧芳所據。建武七年（31年）屬漢。建武十年（34年），因匈奴侵襲，省定襄郡，遷其人口於西河郡。建武二十六年（50年）南匈奴內附，復置定襄郡，其民遷回本土，同時廢棄原定襄郡北部的都武、襄陰、武臯、定陶、武要、復陸六縣。其後又分成樂縣、定襄縣、武進縣別屬雲中郡，分雁門郡之善無縣、中陵縣屬定襄郡，定襄郡移治善無縣。漢順帝永和五年（140年），定襄郡領善無、桐過、駱、武成、中陵五縣，全郡有3153戶，3571人。建安二十年（215年）正月，廢定襄郡、雲中郡、五原郡、朔方郡，並於太原郡陽曲縣、慮虒縣境內置新興郡，僑置定襄縣、雲中縣、九原縣、廣牧縣等縣，以管理四郡的內遷人口。
北魏時，漢代定襄郡故地屬朔州、恒州。隋開皇五年（585年）置雲州總管府。大業三年（607年）改州為郡，復置定襄郡，僅領一縣：大利縣（治所在今和林格爾縣境內），有374戶。唐龍朔三年（663年）置雲中都護府，治所在今和林格爾縣。麟德元年（664年）改為單于大都護府。